# Achaemenes australis
Achaemenes australis är en insektsart som beskrevs av Walker 1851. Achaemenes australis ingår i släktet Achaemenes och familjen kilstritar.
Artens utbredningsområde är Tanzania. Inga underarter finns listade i Catalogue of Life.